# Jižní Předměstí
Jižní Předměstí (dříve Říšské Předměstí) je část statutárního města Plzeň, nachází se na jihozápadě historického centra města, v městském obvodu Plzeň 3. V roce 2009 zde bylo evidováno 2 973 adres. V roce 2001 zde trvale žilo 26 908 obyvatel.
Jižní Předměstí leží v katastrálním území Plzeň.
Podle předměstí je pojmenovaná zdejší železniční stanice Plzeň-Jižní Předměstí.